# 18 Волос Вероники
18 Волос Вероники (лат. 18 Comae Berenices), HD 108722 — одиночная звезда в созвездии Волос Вероники на расстоянии приблизительно 195 световых лет (около 59,8 парсек) от Солнца. Видимая звёздная величина звезды — +5,57m. Возраст звезды определён как около 1,52 млрд лет.

## Характеристики
18 Волос Вероники — жёлто-белая звезда спектрального класса F3,5V, или F5IV, или F5. Масса — около 1,899 солнечной, радиус — около 3,058 солнечного, светимость — около 19,146 солнечной. Эффективная температура — около 6437 K.

## Планетная система
В 2019 году учёными, анализирующими данные проектов HIPPARCOS и Gaia, у звезды обнаружена планета HIP 60941 b.